# SOTUS S: The Series
SOTUS S: The Series là một bộ phim BL Thái Lan được sản xuất bởi GMMTV, là phần tiếp theo của SOTUS: The Series. Bộ phim được phát sóng từ ngày 9 tháng 12 năm 2017 trên One 31. Bộ phim được đạo diễn bởi Jane Botta và có sự tham gia của các diễn viên cũ Prachaya Ruangroj và Perawat Sangpotirat. Giống như phần trước, phần này cũng được dựa trên cuốn tiểu thuyết cùng tên của Bittersweet.
Vào năm 2018, GMMTV đã công bố dự án đặc biệt mang tên Our Skyy. Trong dự án này có một tập được coi là hậu truyện của SOTUS: The Series.

## Nội dung
Lấy bối cảnh 2 năm sau các sự kiện trong SOTUS: The Series. Lúc này, Kongpob hiện là trưởng nhóm Giáo dục đàn em, trong khi Arthit làm việc tại công ty Ocean Electric. Trong năm học cuối cùng của Kongpob, cậu cần tìm một công ty để tiến hành thực tập và cậu đã chọn thực tập tại công ty của gia đình mình - công ty mà Arthit đang làm việc. Arthit rất bất ngờ về việc Kongpob đến thực tập tại công ty và anh cũng không biết rằng Ocean Electric là công ty của gia đình Kongpob. Sau một chuyến đi chơi với công ty, mối quan hệ của cả hai đã bị phát hiện. Từ đó, mâu thuẫn giữa họ càng trở nên gay gắt, và cả hai sẽ phải đưa ra quyết định cho tương lai của mối quan hệ này.

## Diễn viên

### Diễn viên chính
- Prachaya Ruangroj (Singto) vai Kongpob
- Perawat Sangpotirat (Krist) vai Arthit
- Korn Khunatipapisiri (Oaujun) vai Tew
- Pattadon Janngeon (Fiat) vai Dae
- Krittanai Arsalprakit (Nammon) vai Nai
- Sivakorn Lertchoochot (Guy) vai Yong

### Diễn viên phụ
- Thitipoom Techaapaikhun (New) vai M
- Neen Suwanamas (Neen) vai May
- Kunchanuj Kengkarnka (Kan) vai Todd
- Aranichaa Krinnachai (Proud) vai Earth
- Napasorn Weerayuttvilai (Puimek) vai Khaofang
- Nachat Juntapun (Nicky) vai John
- Korawit Boonsri (Gun) vai Cherry
- Suttatip Wutchaipradit (Ampere) vai Som-oh
- Chanagun Arynsutinan (Gunsmile) vai Prem
- Jumpol Adulkittiporn (Off) vai Bright
- Maripha Siripool (Wawa) vai Maprang
- Ittikorn Kraicharoen (Ice) vai Knott
- Natthawaranthorn Khamchoo (Onew) vai Tutah
- Ployshompoo Supasap vai Praepailin
- Naradon Namboonjit (Prince) vai Oak
- Nararak Jaibumrung (Ten) vai Durian

## Giải thưởng
| Năm  | Lễ trao giải                           | thể loại                                 | Người nhận                                               | Kết quả   |
| ---- | -------------------------------------- | ---------------------------------------- | -------------------------------------------------------- | --------- |
| 2018 | Attitude Magazine Awards lần thứ 7     | Phim truyền hình được yêu thích nhất năm | SOTUS S: The Series                                      | Đoạt giải |
| 2018 | KAZZ Awards lần thứ 12                 | Cặp đôi được yêu thích nhất năm          | Perawat Sangpotirat (Krist) & Prachaya Ruangroj (Singto) | Đoạt giải |
| 2018 | KAZZ Awards lần thứ 12                 | Nam diễn viên trẻ được yêu thích nhất    | Prachaya Ruangroj (Singto)                               | Đoạt giải |
| 2018 | Maya Awards lần thứ 4                  | Cặp đôi của năm                          | Perawat Sangpotirat (Krist) & Prachaya Ruangroj (Singto) | Đoạt giải |
| 2018 | Maya Awards lần thứ 4                  | Nam nghệ sĩ mới nổi bật (TV)             | Prachaya Ruanroj (Singto)                                | Đoạt giải |
| 2018 | Great Stars Social Awards lần thứ nhất | Sao nổi bật của năm - Cặp đôi            | Perawat Sangpotirat (Krist) & Prachaya Ruangroj (Singto) | Đoạt giải |
| 2018 | LINE TV Awards lần thứ nhất            | Cặp đôi của năm                          | Perawat Sangpotirat (Krist) & Prachaya Ruangroj (Singto) | Đoạt giải |
| 2018 | Sanook! Top Vote of the Year           | Cặp đôi của năm                          | Perawat Sangpotirat (Krist) & Prachaya Ruangroj (Singto) | Đoạt giải |
| 2018 | OK!Giải lần thứ 12                     | Cặp đôi của năm                          | Perawat Sangpotirat (Krist) & Prachaya Ruangroj (Singto) | Đoạt giải |
| 2018 | Great Stars Social Awards lần thứ 2    | Cặp đôi của năm                          | Perawat Sangpotirat (Krist) & Prachaya Ruangroj (Singto) | Đoạt giải |
| 2019 | Kom Chad Luek Awards lần thứ 15        | Diễn viên nổi bật nhất                   | Prachaya Ruanroj (Singto)                                | Đoạt giải |
| 2019 | Kom Chad Luek Awards lần thứ 15        | Phim truyền hình Thái Lan nổi bật        | SOTUS S: The Series                                      | Đoạt giải |